# 3 Pułk Lotnictwa Myśliwskiego Poznań
3 Pułk Lotnictwa Myśliwskiego „Poznań” (3 plm) – oddział lotnictwa myśliwskiego Wojska Polskiego.

## Historia

### 62 pułk
17 września 1954 formowanie 62 Pułku Szkolno-Treningowego Lotnictwa Myśliwskiego podległego 6 Dywizji Lotnictwa Myśliwskiego OPL OK. (zalążek – jedna eskadra 11 Pułku Lotnictwa Myśliwskiego, stacjonująca na lotnisku Poznań-Krzesiny). Pułk składał się z dwóch eskadr lotniczych. W okresie pierwszych 3 lat po sformowaniu, 62 PLM stanowić miał bazę do szkolenia podchorążych i przeszkalania oficerów, absolwentów Oficerskiej Szkoły Lotniczej, na samoloty odrzutowe.
W 62 pułku przeszkalano również na samoloty odrzutowe pilotów z PSP na zachodzie z lat II wojny światowej. Byli wśród nich: mjr Stanisław Skalski, mjr Witold Łokuciewski i mjr Wacław Król.
13 października 1957 jednostka otrzymała sztandar ufundowany przez załogę Cegielskiego w Poznaniu.
13 października 1958, rok po nadaniu sztandaru, Minister Obrony Narodowej na wniosek społeczeństwa Poznania nadał pułkowi nazwę wyróżniającą Powstańców Wielkopolskich.
W 1962 – zmiana nazwa pułku na 62.plm OPK (w związku ze zmianą Wojsk Lotniczych i Obrony Przeciwlotniczej Obszaru Kraju na Wojska Obrony Powietrznej Kraju).
W 1959 otrzymał do eksploatacji dwusilnikowe, naddźwiękowe samoloty myśliwskie MiG-19 PM.
Listopad 1962 pułk otrzymał do eksploatacji jako pierwsza bojowa jednostka w Polsce samoloty MiG-21F-13.
W czerwcu 1966 pułk uczestniczył w ćwiczeniach Układu Warszawskiego, w których po raz pierwszy wykonywał starty i lądowania na autostradzie.
W listopadzie 1973 pułk został po raz kolejny przeformowany. Utworzono dwie eskadry lotnicze: pierwsza wyposażona w samoloty MiG-21, druga w samoloty Lim-5. Samoloty Lim 5 pozostały na wyposażeniu drugiej eskadry aż do 1981, kiedy to przezbrojono ją w samoloty MiG-21 pfm.

### 3 pułk
W 1995 roku 62 Pułk Lotnictwa Myśliwskiego im. Powstańców Wielkopolskich przyjął historyczny numer „3" z nazwą wyróżniającą - „Poznań” i otrzymał  nowy sztandar.
3 Pułk Lotnictwa Myśliwskiego „Poznań”, dziedziczył tradycje wszystkich wielkopolskich i poznańskich eskadr myśliwskich.
We wrześniu 1997 pułk uczestniczył w polsko-amerykańskich ćwiczeniach "Orli Szpon" (Eagles Talon).
27 marca 1998 wycofane zostały z uzbrojenia samoloty MiG-21 pfm, które były na uzbrojeniu od 1970.
W 1998 pułk zdobył na własność puchar dowódcy WLOP za osiągnięcia w dziedzinie bezpieczeństwa lotów.
W marcu 1999, po rozformowaniu 17 Eskadry Lotniczej z poznańskiej Ławicy, część jej personelu latającego i technicznego wraz ze śmigłowcami Mi-2 została włączona w skład 1 eskadry 3 plm.
W czerwcu 2000 pułk po raz ostatni uczestniczył w ćwiczeniu z wykonywaniem startów i lądowań na Drogowym Odcinku Lotniskowym Kliniska.
31 grudnia 2000 3 Pułk Lotnictwa Myśliwskiego Poznań został rozformowany. Na jego bazie powstała 3 Eskadra Lotnictwa Taktycznego i 31 Baza Lotnicza.

## Tradycje
Pułk kultywował tradycje:
- 2 i 4 Wielkopolskiej Eskadry Lotniczej (1919–1920)
- 13 i 15 eskadry myśliwskiej (1920-1925)
- 111 i 112 eskadry myśliwskiej (1925-1939)
- 131 i 132 eskadry myśliwskiej 3 Pułku Lotniczego (1928–1939),
- 2 Dywizjonu Myśliwskiego "Krakowsko-Poznańskiego" (1940)
- 302 Dywizjonu Myśliwskiego "Poznańskiego" (1940-1947)

## Dowódca pułku
- płk dypl. pil. Antoni Masłowski (od 29 I 1993 – 2000)

## Struktura organizacyjna
- Dowództwo
  - Sztab
  - 1 eskadra lotnictwa myśliwskiego – ostatni dowódca mjr dypl. pil. Rafał Nowak
  - 2 eskadra lotnictwa myśliwskiego – ostatni dowódca kpt. pil. Krzysztof Machul
  - batalion łączności i ubezpieczenia lotów
  - batalion zaopatrzenia
  - eskadra techniczna

## Statki powietrzne
| - MiG-15 - Lim-1 - MiG-15 bis - Lim-2 - Lim-5 - UTI MiG-15 - SBLim-1 - SBLim-2 | - MiG-19 PM - MiG-21 F-13 - MiG-21 PF - MiG-21 pfm - MiG-21 R - MiG-21 MF - MiG-21 bis - MiG-21 U | - MiG-21 US - MiG-21 UM - Jak-11 - TS-8 - TS-11 - An-2 - PZL-104 Wilga - Mi-2 |

## Odznaka pułkowa
Odznaka o wymiarach 27x39 mm przedstawia wizerunek stylizowanego kruka w kolorze stalowym. Na tułowiu wytłoczone są litery PLM. Kształtem nawiązuje do godła malowanego na kadłubach samolotów 3 Pułku Lotniczego z Poznania, 2 Dywizjonu Myśliwskiego „Krakowsko-Poznańskiego" w 1940 roku we Francji oraz 302 Dywizjonu Myśliwskiego „Poznańskiego" walczącego w latach 1940- 1945 w Anglii. Odznakę zaprojektował Andrzej Ryski.